# Xanthostha
Xanthostha là một chi bướm đêm thuộc họ Erebidae.